# Distaplia capensis
Distaplia capensis är en sjöpungsart som beskrevs av Wilhelm Michaelsen 1934. Distaplia capensis ingår i släktet Distaplia och familjen Holozoidae. Inga underarter finns listade i Catalogue of Life.